# Albrecht Riedesel zu Eisenbach (Politiker)
Albrecht Georg Karl Waldemar Riedesel zu Eisenbach (* 28. August 1856 auf Schloss Stockhausen im Vogelsbergkreis; † 10. April 1916 in Frankfurt am Main) war ein preußischer Offizier und Mitglied der ersten Kammer der Landstände des Großherzogtums Hessen.

## Leben
Albrecht Riedesel zu Eisenbach entstammte dem hessischen Uradelsgeschlecht Riedesel und war der Sohn des Freiherrn Konrad Carl Albrecht Riedesel zu Eisenbach (1828–1865) und dessen Gemahlin Martha geb. von Rabenau (1831–1913), Tochter des Eduard von Rabenau und der Emma Juliane von Schweinitz (1801–1878). Sein Großvater August Riedesel zu Eisenbach (1779–1843) war Präsident des kurhessischen Landtags und wie viele seiner Vorfahren Erbmarschall der hessischen Landgrafen.
Albrecht war Oberleutnant in der preußischen Armee und erhielt im Jahre 1900 als Vertreter des grundherrlichen Adels in indirekter Wahl ein Mandat für die erste Kammer der Landstände des Großherzogtums Hessen. Sie waren in den Jahren von 1820 bis 1918 die Vertretung der Untertanen des Großherzogtums Hessen gegenüber Großherzog und Regierung. Riedesel, der am 21. Dezember 1900 vereidigt wurde, blieb bis zum Jahre 1902 in dem Parlament. 
Am 1. Dezember 1903 heiratete er in Hamburg Gertrud Münchmeyer (1882–1966), Tochter des Kaufmanns Alwin Münchmeyer und der Therese Albert.